# Laurel (Nebraska)
Pour les articles homonymes, voir Laurel.
La ville de Laurel est située dans le comté de Cedar, dans l’État du Nebraska, aux États-Unis. Sa population s’élevait à 964 habitants lors du recensement de 2010, estimée à 950 habitants en 2016.

## Source
- (en) Cet article est partiellement ou en totalité issu de l’article de Wikipédia en anglais intitulé « Laurel, Nebraska » (voir la liste des auteurs).